# 기소사키정
기소사키정(일본어: 木曽岬町)은 일본 미에현 북동단에 위치한 구와나군의 정이다. 동쪽은 아이치현과 접하고 서쪽은 기소강을 사이로 구와나시 나가시마정과 접하며 남쪽은 이세만의 최북부와 접하고 있다.
미에현의 마을이지만, 우편 배달은 이웃 아이치현 야토미시에 있는 야토미 우체국이 실시한다. 이 때문에 동네 우편번호는 미에현 51이 아니라 아이치현 내 49개로 시작하는 것이 사용된다. NTT 지역 번호는 야토미시와 같은(0567)을 사용한다. 구와나군에 속하는 유일한 자치체이다.

## 인구
미에현의 자치체 중에서는 인구가 가장 적다.
|                                                | |
| 기소사키정의 전국의 연령별 인구 분포（2005년） | 기소사키정의 연령·남녀별 인구 분포（2005년）                                                                           |
| ■자주색 ― 기소사키정 ■녹색 ― 일본전국          | ■파랑색 ― 남자 ■빨간색 ― 여자                                                                                          |
| · 기소사키정（에 해당되는 지역）의 인구추이    | |
| 일본 총무성 통계국 국세조사 결과               | |
|                                                | 기술적 문제로 인해 그래프를 일시적으로 사용할 수 없습니다. 파브리케이터와 미디어위키 위키에 더 자세한 정보가 있습니다. |

## 역사
- 1889년 - 기소사키촌이 성립하였다.
- 1989년 - 정으로 승격해 기소사키정이 되었다.

## 교통

### 도로
- 이세 만안 자동차도(일본어판)
- 국도 23호선